# Lijst van NES-spellen

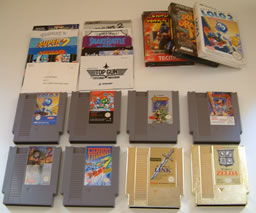
Verzameling NES-spellen

Dit is een lijst van videospellen voor Nintendo Entertainment System (NES).

## 0-9
- '89 Dennou Kyuusei Uranai
- 10-Yard Fight
- 16 Mahjong
- 1942
- 1943: The Battle of Midway
- 1991 Du Ma Racing
- 1999: Hore, Mitakotoka! Seikimatsu
- The 3-D Battles of World Runner
- 3D Block
- 4 Nin Uchi Mahjong
- 720°
- 8 Eye’s

## A
- A Ressha de Ikou
- Aa Yakyuu Jinsei Icchokusen
- Abadox: The Deadly Inner War
- The Addams Family
- The Addams Family: Pugsley's Scavenger Hunt
- Action 52
- Advanced Dungeons & Dragons: Dragon Strike
- Advanced Dungeons & Dragons: Dragons of Flame
- Advanced Dungeons & Dragons: Heroes of the Lance
- Advanced Dungeons & Dragons: Hillsfar
- Advanced Dungeons & Dragons: Pool of Radiance
- Adventure Island III
- Adventures in the Magic Kingdom
- The Adventures of Bayou Billy
- The Adventures of Captain Comic
- The Adventures of Dino Riki
- Adventures of Lolo
- Adventures of Lolo 2
- Adventures of Lolo 3
- The Adventures of Rad Gravity
- The Adventures of Rocky and Bullwinkle and Friends
- Adventures of Tom Sawyer
- After Burner
- Ai Sensei no Oshiete: Watashi no Hoshi
- Ai Senshi Nicol
- Aigiina no Yogen: From The Legend of Balubalouk
- Air Fortress
- Airwolf (Japanse Versie)
- Airwolf (USA & Europese Versie)
- Akagawa Jirou no Yuurei Ressha
- Akira
- Akuma-kun: Makai no Wana
- Akumajou Special: Boku Dracula-kun
- Al Unser Jr. Turbo Racing
- Aladin
- Alfred Chicken
- Alien 3
- Alien Syndrome
- All-Pro Basketball
- Alpha Mission
- Amagon
- America Daitouryou Senkyo
- America Oudan Ultra Quiz: Shijou Saidai no Tatakai
- American Dream
- American Gladiators
- Ankoku Shinwa: Yamato Takeru Densetsu
- Antarctic Adventure
- Anticipation
- Aoki Ookami to Shiroki Mejika: Genchou Hishi
- Arch Rivals: A Basket Brawl!
- Architect
- Archon
- Arctic
- Argus
- Arkanoid
- Arkanoid 2
- Arkista's Ring
- Armadillo
- Artelius
- Asmik-kun Land
- Asterix
- Astro Fang: Super Machine
- Astro Robo Sasa
- Astyanax
- Athena
- Athletic World
- Atlantis no Nazo
- Attack Animal Gakuen
- Attack of the Killer Tomatoes
- Aussie Rules Footy (Australië)
- Auto-Upturn
- AV Mahjongg
- AV Hanafuda Club

## B
- B-Wings
- Babel no Tou
- Baby Boomer
- Back to the Future
- Back to the Future II & III
- Bad Dudes
- Bad News Baseball
- Bad Street Brawler
- Baken Hisshou Gaku: Gate In
- Bakushou! Star Monomane Shitennou
- Bakushou!! Ai no Gekijou
- Bakushou!! Jinsei Gekijou
- Bakushou!! Jinsei Gekijou 2
- Bakushou!! Jinsei Gekijou 3
- Ballblazer
- Balloon Fight
- Baltron
- Banana
- Bananan Ouji no Daibouken
- Bandai Golf: Challenge Pebble Beach
- Bandit Kings of Ancient China
- Bao Qing Tian
- Bao Xiao Tien Guo: Explosion Sangokushi
- Barbie
- Barcode World
- The Bard's Tale II: The Destiny Knight
- The Bard's Tale: Tales of the Unknown
- Barker Bill's Trick Shooting
- Base Wars
- Baseball
- Baseball Fighter
- Baseball Simulator 1.000
- Baseball Stars
- Baseball Stars II
- Bases Loaded
- Bases Loaded 3
- Bases Loaded 4
- Bases Loaded II
- Batman: The Video Game
- Batman: Return of the Joker
- Batman Returns
- Batsu & Terii
- Battle Baseball
- Battle Chess
- Battle City
- Battle Fleet
- The Battle of Olympus
- Battle Stadium: Senbatsu Pro Yakyuu
- Battle Storm
- Battle Tank
- Battleship
- Battletoads
- Battletoads & Double Dragon: The Ultimate Team
- Be-Bop-Highschool: Koukousei Gokuraku Densetsu
- Beauty and the Beast
- Bee 52
- Beetlejuice
- Best Keiba: Derby Stallion
- Best of the Best: Championship Karate
- Best Play Pro Yakyuu
- Best Play Pro Yakyuu '90
- Best Play Pro Yakyuu II
- Best Play Pro Yakyuu Special
- Bible Adventures
- Bible Buffet
- Big Bird's Hide & Speak
- Big Nose Freaks Out
- Big Nose the Caveman
- Bigfoot
- Bikkuriman World: Gekitou Sei Senshi
- Bill & Ted's Excellent Video Game Adventure
- Bill Elliott's NASCAR Challenge
- Bin Guo 75
- Binary Land
- Bing Kuang Ji Dan Zi: Flighty Chicken
- Bio Hazard
- Bio Miracle Bokutte Upa
- Bio Senshi Dan: Increaser Tono Tatakai
- Bionic Commando
- Bird Week
- The Black Bass USA
- The Black Bass
- Blackjack
- Blades of Steel
- Blaster Master
- Blodia Land: Puzzle Quest
- Bloody Warriors: Shan-Go no Gyakushuu
- The Blue Marlin
- The Blues Brothers
- Bo Jackson Baseball
- Bokosuka Wars
- Boku Koku Shuu Kin
- Bomberman
- Bomberman II
- Bonk's Adventure
- Booby Kids
- Boogerman
- Boulder Dash
- Boy and His Blob, A: Trouble on Blobolonia
- Bram Stoker's Dracula
- Break Time: The National Pool Tour
- BreakThru
- Brush Roller
- Bubble Bobble
- Bubble Bobble Part 2
- Bucky O'Hare
- The Bugs Bunny Birthday Blowout
- The Bugs Bunny Crazy Castle
- Bump'n'Jump
- Burai Fighter
- Burger Time
- Business Wars

## C
- Cabal
- Cadillac
- Caesars Palace
- California Games
- California Raisins: The Grape Escape
- Captain America and The Avengers
- Captain Ed
- Captain Planet and The Planeteers
- Captain Silver
- Captain Skyhawk
- Captain Tsubasa
- Captain Tsubasa Vol. II: Super Striker
- Casino Derby
- Casino Kid
- Casino Kid 2
- Castelian
- Castle of Deceit
- Castle of Dragon
- Castle Quest
- Castlequest
- Castlevania
- Castlevania II: Simon's Quest
- Castlevania III: Dracula's Curse
- Cat Ninden Teyandee
- Caveman Games
- Chack 'n Pop
- Challenge of the Dragon
- Challenger
- Championship Bowling
- Championship Lode Runner
- Championship Pool
- Championship Rally
- Chaos World
- Cheetah Men II
- The Chessmaster
- Chester Field: Ankoku Shin heno Chousen
- Chibi Maruko-Chan: Uki Uki Shopping
- Chiisana Obake: Acchi Socchi Kocchi
- Chiller
- China Forever
- Chinese Odyssey, A: Da Hua Xi You
- Chip 'n Dale Rescue Rangers
- Chip 'n Dale Rescue Rangers 2
- Choplifter
- Chou Hen
- Choujikuu Yousai: Macross
- Choujin Sentai: Jetman
- Chu Da D
- Chu Han Zheng Ba: The War Between Chu & Han
- Chubby Cherub
- Chuugoku Janshi Story: Tonpuu
- Chuugoku Senseijutsu
- Chuuka Taisen
- Circus Caper
- Circus Charlie
- City Adventure Touch: Mystery of Triangle
- City Connection
- Clash at Demonhead
- Classic Concentration
- Cliffhanger
- Clu Clu Land
- Cobra Command
- Cobra Triangle
- Cocoron
- Code Name: Viper
- Color A Dinosaur
- Columbus: Ougon no Yoake
- Commando
- Conan
- Conflict
- Conquest of the Crystal Palace
- Contra
- Contra Force
- Cool World
- Corvette ZR-1 Challenge
- Cosmic Epsilon
- Cosmic Wars
- Cosmo Police Galivan
- Cowboy Kid
- Crackout
- Crash 'n the Boys: Street Challenge
- Crayon Shin-Chan: Ora to Poi Poi
- Crazy Climber
- Crisis Force
- Cross Fire
- Crystal Mines
- Crystalis
- Cyberball
- Cybernoid: The Fighting Machine
- Cycle Race: Road Man

## D
- Dai Meiro: Meikyuu no Tatsujin
- Dai-2-Ji: Super Robot Taisen
- Daikaijuu Deburas
- Daiku no Gen San 2: Akage no Dan no Gyakushuu
- Daisenryaku
- Daiva: Imperial of Nirsartia
- Dance 2000
- Danny Sullivan's Indy Heat
- Dark Lord
- Darkman
- Darkseed
- Darkwing Duck
- Dash Galaxy in the Alien Asylum
- Datach: Battle Rush: Build Up Robot Tournament
- Datach: Dragon Ball Z: Gekitou Tenkaichi Budou Kai
- Datach: J League Super Top Players
- Datach: SD Gundam: Gundam Wars
- Datach: Ultraman Club: Supokon Fight!
- Datach: Yuu Yuu Hakusho: Bakutou Ankoku Bujutsu Kai
- Day Dreamin' Davey
- Days of Thunder
- Deadly Towers
- Death Race
- Deathbots
- Deblock
- Decathlon
- Deep Dungeon 3: Yuushi heno Tabi
- Deep Dungeon 4: Kuro no Youjutsushi
- Defender II
- Defender of the Crown
- Defenders of Dynatron City
- Deja vu
- Demo Boy 2
- Demogorgon Monk
- Demon Sword
- Derby Stallion: Zenkoku Han
- Desert Commander
- Destination Earthstar
- Destiny of an Emperor
- Devil Man
- Devil World
- Dezaemon
- Di Dao Zhan
- Dian Shi Ma Li
- Dick Tracy
- Die Hard
- Dig Dug
- Dig Dug II
- Digger: The Legend of the Lost City
- Digger T. Rock: The Legend of the Lost City
- Digital Devil Monogatari: Megami Tensei
- Digital Devil Monogatari: Megami Tensei II
- Dirty Harry
- Dizzy The Adventurer
- Doctor PC Jr.: Xue Si Dian Nao
- Dokuganryuu Masamune
- Don Doko Don
- Don Doko Don 2
- Donald Land
- Dong Dong Nao II: Guo Zhong Ying Wen (Middle School English II)
- Donkey Kong
- Donkey Kong 3
- Donkey Kong Classics
- Donkey Kong Jr.
- Donkey Kong Jr. Math
- Door Door
- Doraemon
- Doraemon: Giga Zombie no Gyakushuu
- Double Dare
- Double Dragon
- Double Dragon II: The Revenge
- Double Dragon III: The Sacred Stones
- Double Dribble
- Double Moon Densetsu
- Double Strike
- Dough Boy
- Downtown: Nekketsu Koushin Kyoku: Soreyuke Daiundoukai
- Downtown Special: Kunio-kun no Jidaigeki Dayo Zenin Shuugou!
- Dr. Chaos
- Dr. Jekyll and Mr. Hyde
- Dr. Mario
- Drac's Night Out
- Dragon Ball: Dai Maou Fukkatsu
- Dragon Ball 3: Gokuu Den
- Dragon Ball Z: Kyoushuu! Saiya Jin
- Dragon Ball Z: Super Butoden 2
- Dragon Ball Z 5
- Dragon Ball Z Gaiden: Saiya Jin Zetsumetsu Keikaku
- Dragon Ball Z II: Gekishin Freeza!!
- Dragon Ball Z III: Ressen Jinzou Ningen
- Dragon Buster
- Dragon Buster II: Yami no Fuuin
- Dragon Fighter
- Dragon Power
- Dragon Scroll: Yomigaerishi Maryuu
- Dragon Spirit: The New Legend
- Dragon Warrior
- Dragon Quest II
- Dragon Quest III
- Dragon Quest IV
- Dragon Wars
- Dragon's Lair
- The Dragon
- Dream Master
- Drop Zone
- Duck
- Duck Hunt
- Duck Tales
- DuckTales 2
- Dudes With Attitude
- Dungeon Kid
- Dungeon Magic: Sword of the Elements
- Duo Bao Xiao Ying Hao: Guang Ming yu An Hei Chuan Shuo
- Dusty Diamond's All-Star Softball
- Dynamite Bowl
- Dynablaster
- Dynowarz: Destruction of Spondylus

## E
- Earth Worm Jim 2
- Earthbound
- Edu
- Eggland: Meikyuu no Fukkatsu
- Egypt
- Elevator Action
- Eliminator Boat Duel
- Elite
- Elysion
- Emo Yan no 10 Bai Pro Yakyuu
- Erika to Satoru no Yume Bouken
- Erunaaku no Zaihou
- Escape From Atlantis
- Esper Bouken Tai
- Esper Dream 2: Aratanaru Tatakai
- Europe Sensen
- Evert & Lendl Top Player's Tennis
- Excitebike
- Exciting Boxing
- Exed Exes
- Exodus

## F
- F-1 Race
- F-117A Stealth Fighter
- F-15 City War
- F-15 Strike Eagle
- F1 Circus
- Facemaker
- Famicom Doubutsu Seitai Zukan!: Katte ni Shirokuma: Mori wo Sukue no Maki!
- Famicom Igo Nyuumon
- Famicom Jump: Eiyuu Retsuden
- Famicom Jump II: Saikyou no 7 Nin
- Famicom Meijin Sen
- Famicom Shougi: Ryuuousen
- Famicom Top Management
- Famicom Wars
- Famicom Yakyuu Han
- Family BASIC
- Family Circuit
- Family Circuit '91
- Family Feud
- Family Jockey
- Family Mahjong
- Family Mahjong II: Shanghai heno Michi
- Family Quiz
- Family School
- Family Tennis
- Family Trainer: Fuuun! Takeshi Shiro 2
- Family Trainer: Jogging Race
- Family Trainer: Meiro Daisakusen
- Family Trainer: Rairai Kyonshiizu
- Family Trainer: Totsugeki! Fuuun Takeshi Shiro
- Famista '89: Kaimaku Han!!
- Famista '90
- Famista '91
- Famista '92
- Famista '93
- Famista '94
- The Fantastic Adventures of Dizzy
- Fantasy Zone
- Fantasy Zone 2: The Teardrop of Opa-Opa
- Faria: A World of Mystery and Danger!
- Fatal Fury 2
- Faxanadu
- Felix the Cat
- Ferrari: Grand Prix Challenge
- Fester's Quest
- Field Combat
- Fighting Hero
- Fighting Road
- Final Fantasy
- Final Fantasy I & II
- Final Fantasy II
- Final Fantasy III
- Final Fantasy V
- Final Fight 3
- Final Lap
- Fire 'n Ice
- Fire Dragon
- Fire Emblem
- Fire Emblem Gaiden
- Fire Hawk
- Firehouse Rescue
- Fist of the North Star
- Flappy
- Fleet Commander
- Flight of the Intruder
- The Flintstones: The Rescue of Dino & Hoppy
- The Flintstones: The Surprise at Dinosaur Peak!
- Flipull: An Exciting Cube Game
- Flying Dragon: The Secret Scroll
- Flying Hero
- Flying Warriors
- Fong Shen Bang: Zhu Lu Zhi Zhan
- Formation Z
- Formula 1 Sensation
- Formula One: Built To Win
- Foton: The Ultimate Game on Planet Earth
- Frankenstein: The Monster Returns
- Freedom Force
- Friday the 13th
- Front Line
- Fun House
- Fushigi no Umi no Nadia
- Fuzzical Fighter

## G
- G.I. Joe
- G.I. Joe: The Atlantis Factor
- Galactic Cruisader
- Galaga
- Galaga: Demons of Death
- Galaxian
- Galaxy 5000
- Galg
- Gambler Jiko Chuushin Ha: Mahjong Game
- Gambler Jiko Chuushin Ha 2
- Game Party
- Ganbare Goemon 2
- Ganbare Goemon Gaiden: Kieta Ougon Kiseru
- Ganbare Goemon Gaiden 2: Tenka no Zaihou
- Ganbare Goemon!: Karakuri Douchuu
- Ganbare Pennant Race!
- Ganso Saiyuuki: Super Monkey Daibouken
- Garfield: A Week of Garfield
- Gargoyle's Quest II: The Demon Darkness
- Garou Densetsu Special
- Gauntlet
- Gauntlet II
- Gegege no Kitarou 2: Youkai Gundan no Chousen
- Geimos
- Gekitotsu Yonku Battle
- Gemfire
- Genghis Khan
- Genpei Touma Den: Computer Boardgame
- George Foreman's KO Boxing
- Getsufuu Maden
- Ghostbusters
- Ghostbusters II
- Ghosts 'n Goblins
- Ghoul School
- Gilligan's Island
- Gimmi a Break: Shijou Saikyou no Quiz Ou Ketteisen
- Gimmi a Break: Shijou Saikyou no Quiz Ou Ketteisen 2
- Ginga Eiyuu Densetsu
- Ginga no Sannin
- Goal!
- Goal! Two
- Godzilla: Monster of Monsters!
- Godzilla 2: War of the Monsters
- Gold Medal Challenge '92
- Golf
- The Golf '92
- Golf Club: Birdy Rush
- Golf Grand Slam
- Golf Ko Open
- Golgo 13: Top Secret Episode
- Gomoku Narabe
- The Goonies II
- The Goonies
- Gorby no Pipeline Daisakusen
- The Gorilla Man
- Gotcha!: The Sport!
- Gozonji: Yaji Kita Chin Douchuu
- Gradius
- Gradius II
- Grand Master
- Great Battle Cyber
- Great Deal
- The Great Waldo Search
- Greg Norman's Golf Power
- Gremlins 2: The New Batch
- The Guardian Legend
- Guerrilla War
- Gumshoe
- Gun Hed
- Gun Nac
- Gun Smoke
- Gyrodine
- Gyromite
- Gyruss

## H
- Haja no Fuuin
- Hammerin' Harry
- Hana no Star Kaidou
- Hanafuda Yuukyou Den: Nagarebana Oryuu
- Hanjuku Eiyuu
- Harlem Globetrotters
- Hatris
- Hayauchi Super Igo
- Heavy Barrel
- Heavy Shreddin'
- Heisei Tensai Bakabon
- Hello Kitty no Ohanabatake
- Hello Kitty World
- Herakles no Eikou: Toujin Makyou Den
- Herakles no Eikou 2: Titan no Metsubou
- Hero Quest
- Hi no Tori: Houou Hen: Gaou no Bouken
- Higemaru Makaijima: Nanatsu no Shima Daibouken
- High Speed
- Hirake! Ponkikki
- Hiryuu no Ken II: Dragon no Tsubasa
- Hiryuu no Ken Special: Fighting Wars
- Hissatsu Doujou Yaburi
- Hissatsu Shigoto Nin
- Hogan's Alley
- Hokuto no Ken
- Hokuto no Ken 3: Shin Seiki Souzou Seiken Restuden
- Hokuto no Ken 4: Shichisei Haken Den: Hokuto Shinken no Kanata he
- Hollywood Squares
- Holy Diver
- Home Alone
- Home Alone 2: Lost in New York
- Home Run Nighter '90: The Pennant League
- Home Run Nighter: Pennant League!!
- Honey Peach
- Honoo no Doukyuuji: Dodge Danpei
- Honoo no Doukyuuji: Dodge Danpei 2
- Hook
- Hoops
- Hoshi o Miru Hito
- Hot Slot
- Hototogisu
- Hottaaman no Chitei Tanken
- Huang Di
- Hudson Hawk
- Hudson's Adventure Island
- Hudson's Adventure Island II
- Hudson's Adventure Island III
- The Hunt for Red October
- Hyakkiyakou
- Hyaku no Sekai no Monogatari: The Tales on a Watery Wilderness
- Hydlide
- Hydlide 3: Yami Kara no Houmonsha
- Hyokkori Hyoutan Shima: Nazo no Kaizokusen
- Hyper Sports

## I
- I Can Remember
- I Love Softball
- Ice Climber
- Ice Hockey
- Ide Yousuke Meijin no Jissen Mahjong
- Ide Yousuke Meijin no Jissen Mahjong 2
- Idol Hakkenden
- Igo: Kyuu Roban Taikyoku
- Igo Meikan
- Igo Shinan
- Igo Shinan '91
- Igo Shinan '92
- Igo Shinan '93
- Igo Shinan '94
- Ikari Warriors
- Ikari Warriors II: Victory Road
- Ikari Warriors III: The Rescue
- Ike Ike! Nekketsu Hockey Bu: Subette Koronde Dai Rantou
- Ikinari Musician
- Ikki
- Image Fight
- The Immortal
- Impossible Mission II
- The Incredible Crash Dummies
- Indiana Jones and the Last Crusade
- Indiana Jones and the Temple of Doom
- Indora no Hikari
- Infiltrator
- Insector X
- International Cricket
- Iron Tank
- Ironsword: Wizards & Warriors II
- Isaki Shuugorou no Keiba Hisshou Gaku
- Ishin no Arashi
- Isolated Warrior
- Itadaki Street: Watashi no Mise ni Yottette
- Ivan Ironman Stewart's Super Off-Road

## J
- J-League Fighting Soccer: The King of Ace Strikers
- J-League Winning Goal
- Jack Nicklaus' Greatest 18 Holes of Major Championship Golf
- Jackal
- Jackie Chan's Action Kung Fu
- Jajamaru Gekimaden: Maboroshi no Kinmajou
- Jajamaru Ninpou Chou
- Jajamaru no Daibouken
- James Bond Jr
- Jangou
- Jarinko Chie: Bakudan Musume no Shiawase Sagashi
- Jaws
- Jeopardy!
- Jeopardy! 25th Anniversary Edition
- Jeopardy! Junior Edition
- Jesus: Kyoufu no Bio Monster
- The Jetsons: Cogswell's Caper!
- Jewelry Multi Cart
- Ji Du Shan En Chou Ji: Le Comte de Monte-Cristo
- Jia A Fung Yun
- Jikuu Yuuden: Debias
- Jimmy Connor's Tennis
- Jing Ke Xin Zhuan
- Joe and Mac: Caveman Ninja
- John Elway's Quarterback
- Jongbou
- Jordan vs. Bird: One-on-One
- Joshua
- Journey to Silius
- Joust
- Jovial Race
- Joy Mech Fight
- Jumbo Ozaki no Hole in One Professional
- Jumpin' Kid: Jack to Mame no Ki Monogatari
- The Jungle Book
- Jurassic Park
- Just Breed
- Juuouki
- Juvei Quest

## K
- Kabuki: Quantum Fighter
- Kabushiki Doujou
- Kaettekita! Gunjin Shougi: Nanya Sore!
- Kagerou Densetsu
- Kaguya Hime Densetsu
- Kaijuu Monogatari
- Kaiketsu Yanchamaru 2: Karakuri Land
- Kaiketsu Yanchamaru 3: Taiketsu! Zouringen
- Kamen no Ninja: Akakage
- Kamen no Ninja: Hanamaru
- Kamen Rider Club
- Kamen Rider SD: Guranshokkaa no Yabou
- Kanshakudama Nage Kantarou no Toukaidou Gojuusan Tsugi
- Karakuri Kengou Den: Musashi Road: Karakuri Nin Hashiru!
- Karaoke Studio
- Karate Champ
- The Karate Kid
- Karateka
- Karnov
- Kart Fighter
- Kawa no Nushi Tsuri
- Keiba Simulation: Honmei
- Kero Kero Keroppi no Daibouken
- Kero Kero Keroppi no Daibouken 2: Donuts Ike ha Oosawagi!
- Keroppi to Keroriinu no Splash Bomb!
- Kick Master
- Kick Off
- Kickle Cubicle
- Kid Icarus
- Kid Klown in Night Mayor World
- Kid Kool
- Kid Niki: Radical Ninja
- King Kong 2: Ikari no Megaton Punch
- King Neptune's Adventure
- King of Fighters 96
- King of Fighters 99
- King of Kings: The Early Years
- King's Knight
- King's Quest V
- Kings of the Beach
- Kirby's Adventure
- Kiteretsu Dai Hyakka
- Kiwi Kraze
- Klash Ball
- Klax
- Knight Rider
- Konami Hyper Soccer
- Kouryuu Densetsu Villgust Gaiden
- Koushien
- Krazy Kreatures
- The Krion Conquest
- Krusty's Fun House
- Kujaku Ou
- Kujaku Ou 2
- Kung Fu
- Kung-Fu Heroes
- Kunio Kun no Nekketsu Soccer League
- Kurogane Hiroshi no Yosou Daisuki!: Kachiuma Densetsu
- Kyonshiizu 2
- Kyouryuu Sentai Juuranger
- Kyouto Zaiteku Satsujin Jiken
- Kyuukyoku Harikiri Koushien
- Kyuukyoku Harikiri Stadium
- Kyuukyoku Harikiri Stadium: Heisei Gannen Han
- Kyuukyoku Harikiri Stadium 3

## L
- L'Empereur
- Labyrinth
- Ladies Golf
- Lagrange Point
- Laser Invasion
- Last Action Hero
- Last Armageddon
- The Last Ninja
- The Last Starfighter
- Law of the West
- Layla
- Lee Trevino's Fighting Golf
- Legacy of the Wizard
- The Legend of Kage
- The Legend of Prince Valiant
- Legend of the Ghost Lion
- The Legend of Zelda
- The Legend of Zelda II: The Adventure of Link
- Legendary Wings
- Legends of the Diamond
- Lemmings
- Lethal Weapon
- Lifeforce
- Linus Spacehead's Cosmic Crusade
- The Lion King 3: Simon and Pumba
- The Lion King
- Lipple Island
- Little League Baseball: Championship Series
- Little Magic
- The Little Mermaid
- Little Nemo: The Dream Master
- Little Ninja Brothers
- Little Red Hood
- Little Samson
- Live in Power Bowl: TM Network
- Lode Runner
- The Lone Ranger
- Loopz
- Lost Word of Jenny
- Lot Lot
- Low G Man
- Lu Ye Xian Zong
- Lunar Pool
- Lupin Sansei: Pandora no Isan

## M
- M&M Heroes
- M.C. Kids
- M.U.L.E.
- M.U.S.C.L.E.
- Mach Rider
- Mad Max
- Mafat Conspiracy: Golgo 13
- Magic Block
- The Magic Candle
- Magic Darts
- Magic Dragon
- Magic Jewelry
- Magic Johnson's Fast Break
- Magic Mathematics
- The Magic of Scheherazade
- Magical Taruruuto Kun: Fantastic World!!
- Magical Taruruuto Kun 2: Mahou Daibouken
- Magician
- Magmax
- Magnum Kiki Ippatsu: Empire City 1931
- Maharaja
- Mahjong
- Mahjong Club: Nagatachou
- Mahjong Companion
- Mahjong RPG Dora Dora Dora
- Mahjong Taikai
- Mahjong Taisen
- Mahou no Princess Minky Momo: Remember Dream
- Maison Ikkoku
- Majaventure: Mahjong Senki
- Majin Eiyuu Den Wataru Gaiden
- Major League
- Major League Baseball
- Majou Densetsu 2: Daimashikyou Galious
- Maniac Mansion
- Mappy
- Mappy Kids
- Mappy-Land
- Marble Madness
- Mario and Yoshi
- Mario Bros
- Mario is Missing!
- Mario's Time Machine!
- Marusa no Onna
- Marvel's X-Men
- Master Chu & The Drunkard Hu
- Masuzoe Youichi: Icchou Made Famicom
- Matsumoto Tooru no Kabushiki Hisshou Gaku
- Matsumoto Tooru no Kabushiki Hisshou Gaku 2
- McDonald Land
- Mechanized Attack
- Mega Man
- Mega Man 2
- Mega Man 3
- Mega Man 4
- Mega Man 5
- Mega Man 6
- Meiji Ishin
- Meimon! Dai San Yakyuu Bu
- Meimon! Takonishi Ouendan: Kouha 6 Nin Shuu
- Meitantei Holmes: Kiri no London Satsujin Jiken
- Meitantei Holmes: M Kara no Chousenjou
- Melville's Flame
- Menace Beach
- Mendel Palace
- Mermaids of Atlantis
- Metal Fighter
- Metal Gear
- Metal Max
- Metal Mech
- Metal Slader Glory
- Metal Storm
- Metro-Cross
- Metroid
- Mezase Pachi Pro: Pachio Kun
- Mezase Top Pro: Green ni Kakeru Yume
- Mi Hun Che
- Michael Andretti's World Grand Prix
- Mickey Mousecapade
- Mickey's Adventures in Numberland
- Mickey's Safari in Letterland
- Micro Machines
- MiG 29: Soviet Fighter
- Might and Magic: The Secret of The Inner Sactrum
- Mighty Bomb Jack
- Mighty Final Fight
- Mike Tisons Punch Out!!
- Millipede
- Milon's Secret Castle
- Mind Blower Pak
- Mindseeker
- Minelvaton Saga
- Mini Putt
- Minna no Taabou no Nakayoshi Daisakusen
- The Miracle Piano Teaching System
- Miracle Ropit's Adventure in 2100
- Mirai Senshi: Lios
- Mirai Shinwa Jarvas
- Mission Cobra
- Mission Impossible
- Mississippi Satsujin Jiken
- Mito Koumon
- Mito Koumon: Sekai Manyuu Ki
- Mitsume ga Tooru
- Mizushima Shinji no Dai Koushien
- Moai Kun
- Mobile Suit Z Gundam: Hot Scramble
- Moero!! Juudou Warriors
- Moeru! Oniisan
- Momotarou Densetsu
- Momotarou Densetsu Gaiden
- Momotarou Dentetsu
- The Money Game 2: Kabutochou no Kiseki
- The Money Game
- Monopoly
- Monster In My Pocket
- Monster Maker: 7 Tsu no Hihou
- Monster Party
- Monster Truck Rally
- Moon Crystal
- Moon Ranger
- Morita Kazuo no Shougi
- Mortal Kombat 2
- Mortal Kombat 4
- Mortal Kombat Trilogy
- Motocross Champion
- Motor City Patrol
- Mottomo Abunai Deka
- Mouryou Senki Madara
- Mr. Gimmick
- Ms. Pac-Man
- Multi-Game Collections
- Muppet Adventure: Chaos at the Carnival
- Musashi no Bouken
- Musashi no Ken: Tadaima Shugyou Chuu
- The Mutant Virus
- My Life My Love: Boku no Yume: Watashi no Negai
- Mystery Quest

## N
- Nagagutsu wo Haita Neko: Sekai Isshuu 80 Nichi Daibouken
- Naitou 9 Dan: Shougi Hiden
- Nakajima Satoru: F-1 Hero 2
- Nakayoshi to Issho
- Namco Classic
- Namco Classic 2
- Namcot Mahjong 3: Mahjong Tengoku
- Nangoku Shirei!!: Spy Vs Spy
- Nantettatte!! Baseball
- Napoleon Senki
- Napoleon's War
- NARC
- Navy Blue
- Nekketsu Kakutou Densetsu
- Nekketsu! Street Basket: Ganbare Dunk Heroes
- NES Open Tournament Golf
- NES Play Action Football
- New Zealand Story
- NFL Football
- Nichibutsu Mahjong 3: Mahjong G Men
- Nigel Mansell's World Championship Challenge
- Nightmare on Elm Street, A
- Nightshade
- Nihonichi no Mei Kantoku
- Niji no Silk Road
- Ninja Crusaders
- Ninja Gaiden
- Ninja Gaiden 2: The Dark Sword of Chaos
- Ninja Gaiden 3: The Ancient Ship of Doom
- Ninja Hattori Kun
- Ninja Jajamaru: Ginga Daisakusen
- Ninja Jajamaru Kun
- Ninja Kid
- Ninja Kun
- Ninja Kun: Ashura no Shou
- Ninjara Hoi!
- Nintendo World Championships 1990
- Nintendo World Cup
- Nishimura Kyoutarou Mystery: Blue Train Satsujin Jiken
- Nishimura Kyoutarou Mystery: Super Express Satsujin Jiken
- Noah's Ark
- Nobunaga no Yabou: Bushou Fuuun Roku
- Nobunaga's Ambition
- Nobunaga's Ambition 2
- North & South
- Nuts & Milk

## O
- Obocchama Kun
- Oeka Kids: Anpanman no Hiragana Daisuki
- Oeka Kids: Anpanman to Oekaki Shiyou!!
- Ohootsuku ni Kiyu: Hokkaidou Rensa Satsujin
- Oishinbo
- Olympic IQ
- Onyanko Town
- Operation Secret Storm
- Operation Wolf
- Orb-3D
- Osomatsu Kun
- Otaku no Seiza: An Adventure in the Otaku Galaxy
- Othello
- Outlanders
- Over Horizon
- Overlord

## P
- The P'radikus Conflict
- Paaman: Enban wo Torikaese!!
- Paaman Part 2: Himitsu Kessha Madoodan wo Taose!
- Pac-Land
- Pac-Man
- Pac-Mania
- Pachi Com
- Pachi-Slot Adventure 2: Sorotta Kun no Pachi Slot Tanteidan
- Pachi-Slot Adventure 3: Bitaoshii 7 Kenzan!
- Pachinko Daisakusen
- Pachinko Daisakusen 2
- Pachio Kun 2
- Pachio Kun 3
- Pachio Kun 4
- Pachio Kun 5
- Palamedes
- Palamedes 2: Star Twinkles
- Panic Restaurant
- Paperboy
- Paperboy 2
- Parallel World
- Parasol Henbee
- Parasol Stars: The Story of Bubble Bobble 3
- Paris-Dakar Rally Special
- Parodius Da!
- Peek-A-Boo Poker
- Peepar Time
- The Penguin & Seal
- Penguin Kun Wars
- Perfect Bowling
- Perfect Fit
- Pesterminator: The Western Exterminator
- Peter Pan & The Pirates
- Phantasy Star IV
- Phantom Fighter
- Pi Nuo Cao De Fu Su
- Pictionary
- Pinball
- Pinball Quest
- Pinbot
- Pipe Dream
- Pirates!
- Pizza Pop!
- Plasma Ball
- Platoon
- Pocahontas
- Pocahontas 2
- Pocket Zaurus: Juu Ouken no Nazo
- Poke Block
- Pooyan
- Popeye
- Popeye no Eigo Asobi
- Portopia Renzoku Satsujin Jiken
- POW: Prisoners of War
- Power Blade
- Power Blade 2
- Power Blazer
- Power Pad Dance Aerobics
- Power Punch 2
- Power Soccer
- Pravila Doroznogo Dvizenija
- Predator
- President no Sentaku
- Prince of Persia
- Princess Tomato in Salad Kingdom
- Pro Sport Hockey
- Pro Wrestling
- Pro Yakyuu: Family Stadium '87
- Pro Yakyuu: Family Stadium '88
- Pro Yakyuu Satsujin Jiken!
- Probotector
- Probotector 2
- Project Q
- Public Domain
- Punch-Out!!
- The Punisher
- Puss 'n Boots: Pero's Great Adventure
- Puyo Puyo
- Puzslot
- Puzzle
- Puzznic
- Pyokotan no Dai Meiro
- Pyramid

## Q
- Q-bert
- Qix
- Quarter Back Scramble
- Quarth
- Quattro Adventure
- Quattro Arcade
- Quattro Sports
- The Quest of Ki

## R
- R.B.I. Baseball
- R.B.I. Baseball 2
- R.B.I. Baseball 3
- R.C. Pro-Am
- R.C. Pro-Am 2
- Race America
- Racer Mini Yonku: Japan Cup
- Racket Attack
- Rackets & Rivals
- Rad Racer
- Rad Racer 2
- Rad Racket: Deluxe Tennis II
- Radia Senki: Reimei Hen
- Raid 2020
- Raid on Bungeling Bay
- Rainbow Islands: The Story of Bubble Bobble 2
- Rally Bike
- Rambo
- Rampage
- Rampart
- Rasaaru Ishii no Childs Quest
- Remote Control
- The Ren & Stimpy Show
- Renegade
- Rescue: The Embassy Mission
- Ring King
- River City Ransom
- Road Fighter
- Road Runner
- RoadBlasters
- Robin Hood: Prince of Thieves
- Robo Warrior
- Robocco Wars
- Robocop
- Robocop 2
- Robocop 3
- Robodemons
- Rock 'n' Ball
- Rocket Ranger
- The Rocketeer
- Rockin' Kats
- Rocman X
- Rod Land
- Roger Clemens MVP Baseball
- Rokudenashi Blues
- Rollerball
- Rollerblade Racer
- Rollergames
- Rolling Thunder
- Romance of the Three Kingdoms
- Romance of the Three Kingdoms II
- Romancia
- Roundball: 2-on-2 Challenge
- Route-16 Turbo
- RPG Jinsei Game
- Rush'n Attack
- Rygar

## S
- Saint Seiya: Ougon Densetsu
- Saint Seiya: Ougon Densetsu Kanketsu Hen
- Saiyuuki World
- Sakigake!! Otoko Juku: Shippuu Ichi Gou Sei
- San Guo Zhi: Qun Xiong Zheng Ba
- San Guo Zhi 4: Chi Bi Feng Yun
- San Shi Liu Ji
- Sanada Juu Yuushi
- Sangokushi: Chuugen no Hasha
- Sangokushi 2: Haou no Tairiku
- Sanma no Mei Tantei
- Sanrio Carnival
- Sanrio Carnival 2
- Sanrio Cup: Pon Pon Volley
- Sansaara Naaga
- Sansuu 1 Nen: Keisan Game
- Sansuu 2 Nen: Keisan Game
- Sansuu 3 Nen: Keisan Game
- Sansuu 4 Nen: Keisan Game
- Sansuu 5 & 6 Nen: Keisan Game
- Satomi Hakkenden
- Satsui no Kaisou: Power Soft Satsujin Jiken
- Satsujin Club
- SCAT: Special Cybernetic Attack Team
- SD Battle Oozumou: Heisei Hero Basho
- SD Gundam: Gachapon Senshi 2: Capsule Senki
- SD Gundam: Gachapon Senshi 3: Eiyuu Senki
- SD Gundam: Gachapon Senshi 4: NewType Story
- SD Gundam: Gachapon Senshi 5: Battle of Universal Century
- SD Gundam Gaiden: Knight Gundam Monogatari
- SD Gundam Gaiden: Knight Gundam Monogatari 2: Hikari no Kishi
- SD Gundam Gaiden: Knight Gundam Monogatari 3: Densetsu no Kishi Dan
- SD Hero Soukessen: Taose! Aku no Gundan
- SD Keiji: Blader
- SD Sengoku Bushou Retsuden
- Secret Scout
- Section Z
- Seicross
- Seikima II: Akuma no Gyakushuu
- Seirei Gari
- Seiryaku Simulation: Inbou no Wakusei: Shancara
- Sekiryuuou
- Sendai no Tomio no Daiginnan
- Sesame Street 123
- Sesame Street ABC
- Sesame Street ABC: 123
- Sesame Street Countdown
- Shadow Brain
- Shadow of the Ninja
- Shadowgate
- Shaffle Fight
- Shanghai
- Shanghai 2
- ShangHai Tycoon
- Shatterhand
- Sheng Hen Pao (AKA Twin Loud Cannon)
- Sheng Huo Lie Zhuan
- Sherlock Holmes: Hakushaku Reijou Yuukai Jiken
- Shikinjou
- Shin 4 Nin Uchi Mahjong: Yakuman Tengoku
- Shin Moero!! Pro Yakyuu
- Shin Samurai Spirits 2: Haoumaru Jigoku Hen
- Shin Satomi Hakken-Den: Hikari to Yami no Tatakai
- Shingen The Ruler
- Shinobi
- Shinsenden
- Shisen Mahjong: Seifuku Hen
- Shockwave
- Shooting Range
- Short Order: Eggsplode
- Shougi Meikan '92
- Shougi Meikan '93
- Shougun
- Shoukoushi Ceddie
- Shounen Ashibe: Nepal Daibouken no Maki
- Shufflepuck Cafe
- Shui Guo Li
- Shui Hu Zhuan
- Side Pocket
- Silent Assault
- Silent Service
- Silk Worm
- Silva Saga
- Silver Surfer
- The Simpsons: Bart vs. the Space Mutants
- The Simpsons: Bart vs. the World
- The Simpsons: Bartman Meets Radioactive Man
- Skate or Die 2: The Search for Double Trouble
- Skate or Die!
- Ski or Die
- Skull & Crossbones
- Sky Destroyer
- Sky Kid
- Sky Shark
- Slalom
- Smash Ping Pong
- Smash T.V.
- The Smurfs
- Snake Rattle 'n' Roll
- Snake's Revenge
- Snoopy's Silly Sports Spectacular
- Snow Bros
- Soccer
- Soccer League: Winner's Cup
- Solar Jetman: Hunt for the Golden Warpship
- Solitaire
- Solomon's Key
- Solstice
- Son Son
- Sonic 3D Blast 5
- Sore Ike! Anapanman: Minna de Hiking Game!
- Space Harrier
- Space Hunter
- Space Invaders
- Space Shadow
- Space Shuttle Project
- Spartan X 2
- Spelunker
- Spelunker 2: Yuusha heno Chousen
- Spider-Man: Return of the Sinister Six
- Spiritual Warfare
- Splatter House: Wanpaku Graffiti
- Spot
- Spy Hunter
- Spy Vs Spy
- Sqoon
- Square no Tom Sawyer
- Stack Up (Robot Block)
- Stadium Events
- Stanley: The Search for Dr. Livingston
- Star Force
- Star Luster
- Star Soldier
- Star Trek: 25th Anniversary
- Star Trek: The Next Generation
- Star Voyager
- Star Wars (JVC)
- Star Wars (Namco)
- Star Wars: Episode V: The Empire Strikes Back (computerspel)
- Starship Hector
- StarTropics
- Startropics 2: Zoda's Revenge
- Stealth ATF
- Sted: Iseki Wakusei no Yabou
- Stick Hunter: Exciting Ice Hockey
- Stinger
- Street Cop
- Street Fighter 2010
- Street Fighter 4
- Street Fighter II
- Street Fighter III
- Street Fighter VI 12 Peoples
- Street Fighter Zero 2
- Street Fighter Zero 2 '97
- Strider
- Stroke and Match Golf
- Stunt Kids
- Sugoro Quest: Dice no Senshitachi
- SuiTang
- Sukeban Deka 3
- Summer Carnival '92: Recca
- Sunday Funday
- Sunman
- Super Aladdin
- Super Arabian
- Super Black Onyx
- Super C
- Super Cars
- Super Chinese 3
- Super Contra 3
- Super Contra 7
- Super Dodge Ball
- Super Donkey Kong
- Super Donkey Kong: Xiang Jiao Chuan
- Super Donkey Kong 2
- Super Dyna'mix Badminton
- Super Glove Ball
- Super Jeopardy!
- Super Mario Bros.
- Super Mario Bros. + Duck Hunt
- Super Mario Bros. + Duck Hunt + World Class Track Meet
- Super Mario Bros. + Tetris + Nintendo World Cup
- Super Mario Bros. 2
- Super Mario Bros. 3
- Super Mario World
- Super Mogura Tataki!!: Pokkun Moguraa
- Super Momotarou Dentetsu
- Super Pang
- Super Pinball
- Super Pitfall
- Super Real Baseball '88
- Super Rugby
- Super Skater
- Super Spike V'Ball
- Super Spike V'Ball + Nintendo World Cup
- Super Sprint
- Super Spy Hunter
- Super Star Force
- Super Team Games
- Super Turrican
- Super Xevious
- Superman
- Swamp Thing
- SWAT: Special Weapons and Tactics
- Sweet Home
- Sword Master
- Swords and Serpents

## T
- T&C 2: Thrilla's Surfari
- T&C Surf Design
- Taboo: The Sixth Sense
- Tag Team Wrestling
- Tagin' Dragon
- Taito Chase H.Q.
- Taito Grand Prix: Eikou heno License
- Taiyou no Yuusha Firebird
- Takahashi Meijin no Bouken Shima IV
- Takahashi Meijin no Bugutte Honey
- Takeda Shingen
- Takeshi no Chousenjou
- Takeshi no Sengoku Fuuunji
- TaleSpin
- Tamura Koushou Mahjong Seminar
- Tanigawa Kouji no Shougi Shinan 2
- Tanigawa Kouji no Shougi Shinan 3
- Tantei Jinguuji Saburou: Toki no Sugiyuku Mama ni
- Tantei Jinguuji Saburou: Yokohamakou Renzoku Satsujin Jiken
- Tao
- The Tao of 007
- Target Renegade
- Tashiro Masashi no Princess ga Ippai
- Tatakae!! Rahmen Man: Sakuretsu Choujin 102 Gei
- Tecmo Baseball
- Tecmo Bowl
- Tecmo Cup: Soccer Game
- Tecmo NBA Basketball
- Tecmo Super Bowl
- Tecmo World Cup Soccer
- Tecmo World Wrestling
- Teenage Mutant Ninja Turtles
- Teenage Mutant Ninja Turtles: Tournament Fighters
- Teenage Mutant Ninja Turtles II: The Arcade Game
- Teenage Mutant Ninja Turtles III: The Manhattan Project
- Tenchi o Kurau II: Shokatsu Koumei Den
- Tenkaichi Bushi: Keru Naguuru
- Tennis
- Terao no Dosukoi Oozumou
- Terminator 2: Judgment Day
- The Terminator
- Terra Cresta
- Tetrastar: The Fighter
- Tetris
- Tetris 2
- Tetris 2 + Bombliss
- Tetsudou Ou: Famicom Boardgame
- Tetsuwan Atom
- Thexder
- Three Stooges
- Thunder & Lightning
- Thunder Warrior
- Thunderbirds
- Thundercade
- Tiger-Heli
- Tiles of Fate
- Time Conquest
- Time Diver Eon Man
- Time Lord
- Time Zone
- Times of Lore
- Tiny Toon Adventures
- Tiny Toon Adventures 2: Trouble in Wackyland
- Tiny Toon Adventures Cartoon Workshop
- Titan
- Titanic 1812
- To The Earth
- Toki
- Toki no Tabibito
- Tokoro San no Mamoru mo Semeru mo
- Tom & Jerry 3
- Tom & Jerry and Tuffy
- Tombs and Treasure
- Tonjan!
- Toobin'
- Top Gun
- Top Gun: The Second Mission
- Top Players' Tennis: Featuring Chris Evert & Ivan Lendl
- Top Rider
- Top Striker
- Total Recall
- Totally Rad
- Touch Down Fever
- Touhou Kenbun Roku
- Toukon Club
- Toukyou Pachi Slot Adventure
- The Tower of Druaga
- Toxic Crusaders
- Track & Field
- Track & Field 2
- Transformers: Comvoy no Nazo
- Treasure Master
- The Triathron
- Trog
- Trojan
- The Trolls in Crazyland
- Trolls on Treasure Island
- Tsuppari Oozumou
- Tsuppari Wars
- Tsuri Kichi Sanpei: Blue Marlin Hen
- Tsuru Pika Hagemaru: Mezase! Tsuru Seko no Akashi
- Twin Cobra
- Twin Eagle
- TwinBee
- TwinBee 3: Poko Poko Dai Maou

## U
- U-Force Test Cartridge
- Uchuu Keibitai SDF
- Uchuusen: Cosmo Carrier
- Ufouria
- Ultima III: Exodus
- Ultima IV: Quest of the Avatar
- Ultima V: Warriors of Destiny
- Ultimate Air Combat
- Ultimate Basketball
- Ultimate League Soccer
- Ultimate Stuntman
- Ultraman Club: Kaijuu Dai Kessen!!
- Ultraman Club 2: Kaettekita Ultraman Club
- Ultraman Club 3
- Um Chi (Glommy Chess)
- Uncharted Waters
- Uninvited
- The Untouchables
- Urban Champion
- Urusei Yatsura: Lum no Wedding Bell
- Ushio to Tora: Shinen no Daiyou
- Utsurun Desu

## V
- Valis: The Fantastic Soldier
- Valkyrie no Bouken: Toki no Kagi Densetsu
- Vegas Connection: Casino Kara Ai wo Komete
- Vegas Dream
- Venice Beach Volleyball
- Venus Senki
- Vice: Project Doom
- Videomation
- Vindicators
- Volguard II
- Volleyball

## W
- Wacky Races
- Wall Street Kid
- Wario's Woods
- Wayne Gretzky Hockey
- Wayne's World
- WCW Wrestling
- Werewolf: The Last Warrior
- Wheel of Fortune
- Wheel of Fortune Family Edition
- Wheel of Fortune: Featuring Vanna White
- Wheel of Fortune Junior Edition
- Where in Time Is Carmen Sandiego?
- Where's Waldo?
- Who Framed Roger Rabbit?
- Whomp 'Em
- Widget
- Wild Gunman
- Willow
- Win, Lose, or Draw
- Winter Games
- Wizardry: Proving Grounds of the Mad Overlord
- Wizardry II: The Knight of Diamonds
- Wizards & Warriors
- Wizards & Warriors III: Kuros: Visions of Power
- Wolverine
- World Champ
- World Class Track Meet
- World Games
- Wrath of the Black Manta
- Wrecking Crew
- Wurm: Journey to the Center of the Earth
- WWF King of the Ring
- WWF WrestleMania
- WWF WrestleMania Challenge
- WWF WrestleMania: Steel Cage Challenge

## X
- Xenophobe
- Xevious
- Xexyz

## Y
- Yo! Noid
- Yoshi
- Yoshi's Cookie
- Young Indiana Jones Chronicles

## Z
- Zanac
- Zelda II: The Adventure of Link
- Zen: Intergalactic Ninja
- Zoda's Revenge: StarTropics II
- Zombie Nation